# Tohi olive
Arremonops rufivirgatus
Espèce
Statut de conservation UICN

 LC  : Préoccupation mineure
Répartition géographique
Le Tohi olive (arremonops rufivirgatus) est une espèce de passereaux appartenant à la famille des Passerellidae.

## Description
Le tohi olive a une couronne brunâtre et les parties supérieures olive verdâtre. Les ailes, la queue et le dessous sont blancs.

## Habitat
Le tohi olive vit dans les forêts tropicales.

## Nidification
Il construit un nid volumineux à base d'herbe et parfois de brindilles.

## Reproduction
Ses œufs sont blanc uni.

## Sous-espèces
D'après la classification de référence (version 10.1, 2020) du Congrès ornithologique international, cette espèce est constituée des huit sous-espèces suivantes (ordre phylogénique) :
- arremonops rufivirgatus rufivirgatus (Lawrence, 1851) ;
- arremonops rufivirgatus crassirostris (Ridgway, 1878) ;
- arremonops rufivirgatus rhyptothorax Parkes, 1974 ;
- arremonops rufivirgatus verticalis (Ridgway, 1878) ;
- arremonops rufivirgatus sinaloae Nelson, 1899 ;
- arremonops rufivirgatus sumichrasti (Sharpe, 1888) ;
- arremonops rufivirgatus chiapensis Nelson, 1904 ;
- arremonops rufivirgatus superciliosus (Salvin, 1865).